# Horace Andy
Horace Andy (szül. Horace Hinds) (Jamaica, Kingston 1951. február 19. –) ismert Roots reggae énekes; híresebb számai: "Government Land", "You Are My Angel", "Skylarking" és az "Ain't no sunshine".
Legelső felvételei az 1960-as évek végén készültek, a Coxsone Dodd féle Studio One-ban. Jellegzetes  falsetto hangja híressé vált, mivel sok reggae-producerrel dolgozott együtt, így például Phil Pratt, King Tubby és Prince Jammy lemezein.
Hívő rasztafariánus, és – ahogy sok más reggae-énekes is – dalaiban a vallásról és a társadalmi igazságtalanságokról énekel.
A '90-es években új rajongógenerációt szerzett magának a Massive Attack úttörő „trip-hop” zenekarral folytatott közös munkájának köszönhetően.
Új dalokat is készít, új lemeze  Living in the Flood címmel 1999-ben jelent meg a Massive Attack kiadójánál, a Melankolicnál.